# Richard Lindzen
Richard Siegmund Lindzen (ur. 8 lutego 1940 w Webster w stanie Massachusetts) – fizyk atmosfery, profesor meteorologii w Massachusetts Institute of Technology (MIT), znany z prac o dynamice atmosfery i falach atmosferycznych. Jest członkiem National Academy of Sciences. Pracował na Harvardzie, Uniwersytecie Chicago i w MIT.

## Życiorys
Był głównym autorem rozdziału 7 raportu Intergovernmental Panel on Climate Change (IPCC) w 2001.
Jest przeciwnikiem teorii antropogenicznych zmian klimatu, chociaż uważa, że temperatura Ziemi wzrosła. Razem ze współautorami opublikował w 2001 kontrowersyjną hipotezę tęczówki.
W 2005 Richard Lindzen stwierdził, że klimatolodzy z IPCC to alarmiści, bo prawdopodobieństwo, że w ciągu najbliższych 20 lat klimat się ochłodzi, jest takie samo, jak to, że się ogrzeje i że może się o to założyć. Na to wyzwanie odpowiedział James Annan. Gdy jednak doszło do ustalania stawek, okazało się, że Lindzen zażądał 50:1 na swoją korzyść, co de facto oznacza, że tak naprawdę szanse na ochłodzenie oceniał na 2%, a nie 50-50, co było mniejszą wartością niż 20%, które wskazywało w tamtym czasie IPCC.